# Museo Banco Central de Ecuador
El Museo Banco Central del Ecuador es un museo arqueológico de la Sierra Norte del Ecuador, inaugurado en noviembre de 1998, su edificación se construyó en 1940, cuenta con una exposición de más de 350 piezas originales pertenecientes a diferentes culturas precolombinas que habitaron desde hace más de 10000 años en el actual territorio ecuatoriano.
El museo se encuentra dividido en cuatro salas:
- Sala de Arqueología General.
- Sala de Arqueología de la Sierra Norte.
- Sala de Oro.
- Sala del País Caranqui.[2]

El museo está abierto de lunes a sábado y cuenta con los servicios de: Guianza, Programa Educativo, Almacén de Publicaciones, Biblioteca y Archivo Histórico.